# Antony Gormley
Sir Antony Mark David Gormley, OBE (Londra, 30 agosto 1950), è uno scultore britannico.

## Biografia
Gormley è cresciuto a Hampstead. Ha studiato archeologia, antropologia e storia dell'arte al Trinity College di Cambridge dal 1968 al 1971, prima di recarsi in India e Sri Lanka per studiare il buddismo. Ritornato a Londra tre anni dopo, nel 1974, Gormley continuò i suoi studi alla Central School of Art (ora noto come Central Saint Martins College of Art and Design) e il Goldsmiths College, perseguendo un diploma post laurea in scultura tra il 1977 e il 1979 alla Slade School of Fine Art, University College London.

### Lavoro
Negli ultimi 25 anni, Antony Gormley ha dato alla figura umana nella scultura un nuovo significato, prendendo le proporzioni del proprio corpo come punto di partenza. Dal 1990 ha lavorato a progetti su larga scala come Allotment, Critical Mass, Another Place, Domain Field, Inside Australia e più recentemente Blind Light.
Le sue opere più famose sono: Angelo del Nord, un'enorme scultura destinata allo spazio pubblico, come punto di riferimento a Gateshead, commissionata nel 1995 e collocata nel 1998, e Another Time'en Another Place (1997), composta da diverse figure, tra l'altro a Crosby Beach vicino a Liverpool.
Il lavoro di Antony Gormley è stato ampiamente esposto nel Regno Unito con mostre personali alla Whitechapel Art Gallery, alla Tate Gallery, alla Hayward Gallery, al British Museum e alla White Cube Art Gallery (tutte a Londra), e in musei internazionali come il Louisiana Museum of Modern Art di Humlebaek, Danimarca, Corcoran Gallery of Art di Washington DC, Stati Uniti, Irish Museum of Modern Art di Dublino, Irlanda e Kölnischer Kunstverein di Colonia, Germania.
Ha partecipato a importanti mostre come la Biennale di Venezia e il Documenta 8 a Kassel nel 1987 e nel 2006 alla Sydney Biennale con il suo lavoro Asian Field.
Gormley ha ricevuto il Turner Prize nel 1994, ha ricevuto l'onorificenza dell'Ordine dell'Impero Britannico nel 1997 e il South Bank Prize for Visual Art nel 1999. Nel 2007 ha ricevuto il Bernhard Heiliger Award for Sculpture.

## Opere (selezione)
- Sound II (1986) nella cripta della Cattedrale di Winchester, Inghilterra
- Iron: Man (1993) Victoria Square, Birmingham, Inghilterra
- Another Place (1997) Crosby Beach a Liverpool, Inghilterra
- Quantum Cloud (1999) Greenwich, Inghilterra
- Angel of the North (1998), Inghilterra
- Time Horizon, Parco Archeologico di Scolacium a Catanzaro in Calabria, Sud-Italia
- Event Horizon, South Bank, lungo il Tamigi, Londra, Inghilterra
- Together and Apart (2001), Beeldenpark Slott Vanås a Knislinge, Svezia
- Earthbound Plant (2002) a Cambridge (elemento del Cambridge Sculpture Trail 2)
- Still Running (1990/93) e Another Time VIII (2007) nell'Umedalens skulpturpark a Umeå, Svezia
- Exposure (of Crouching Man) (2010) nel Markermeer a Lelystad

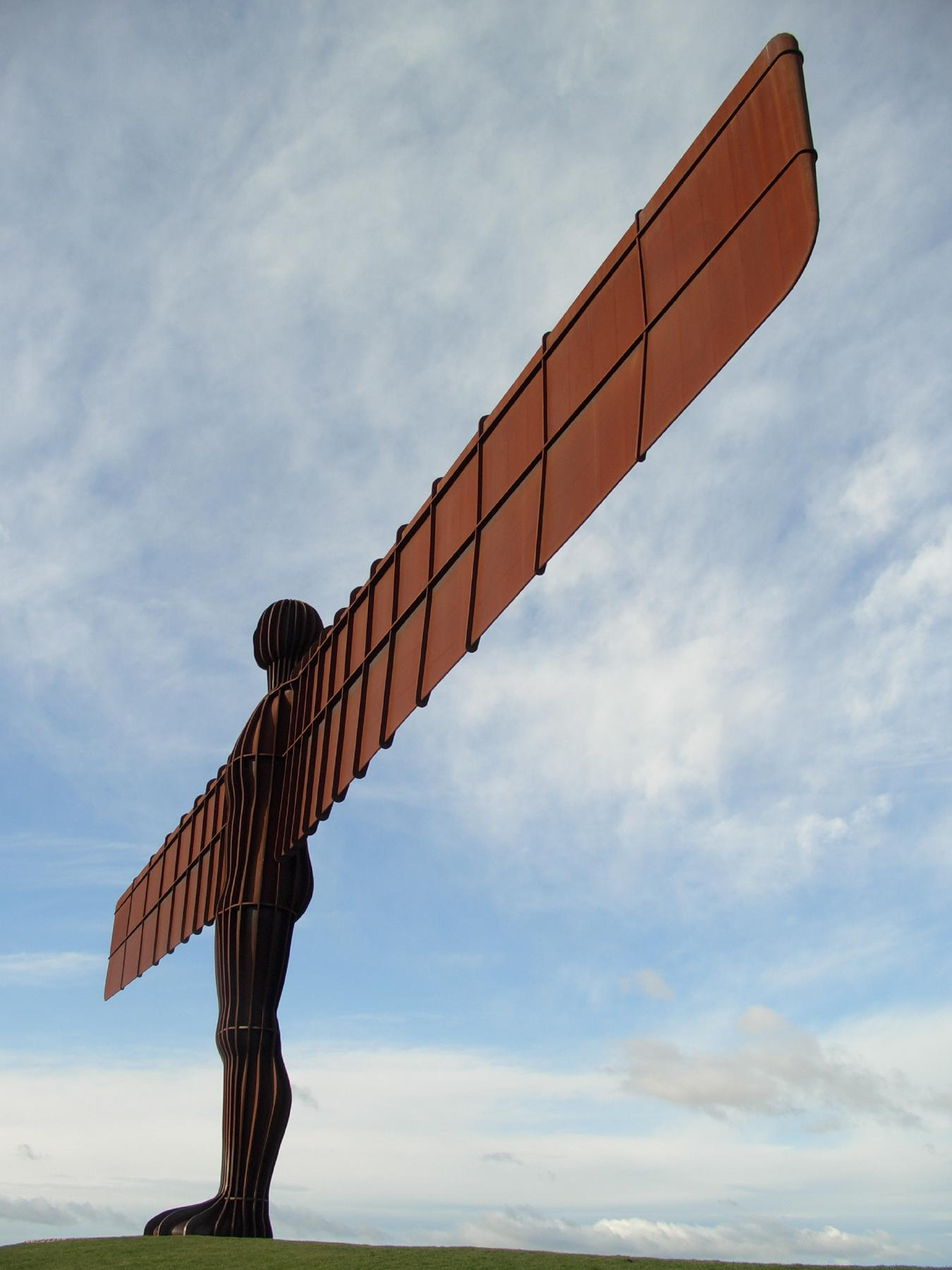
Angelo del Nord, Gateshead
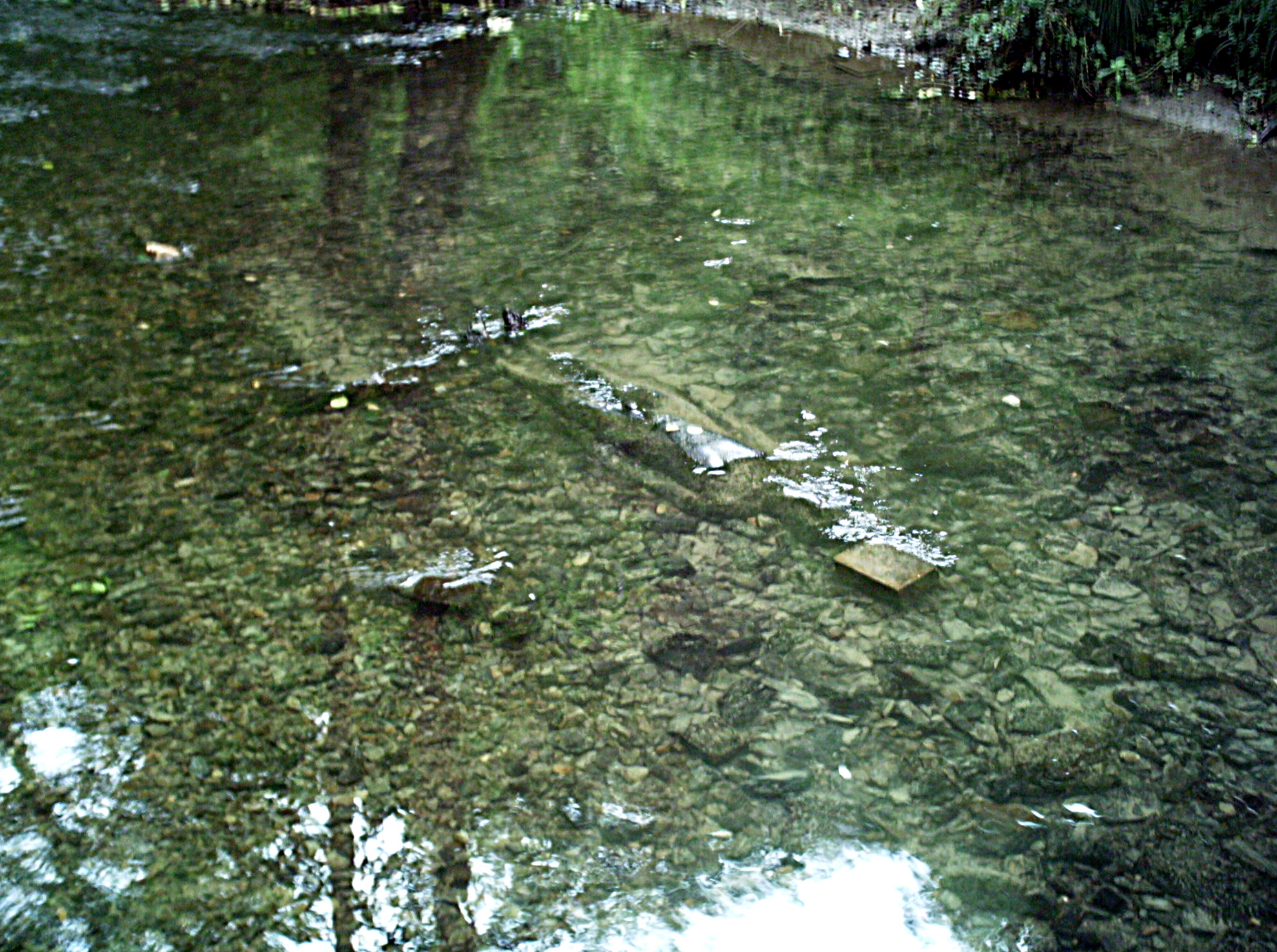
Being, Kunstweg MenschenSpuren nella Valle di Neander
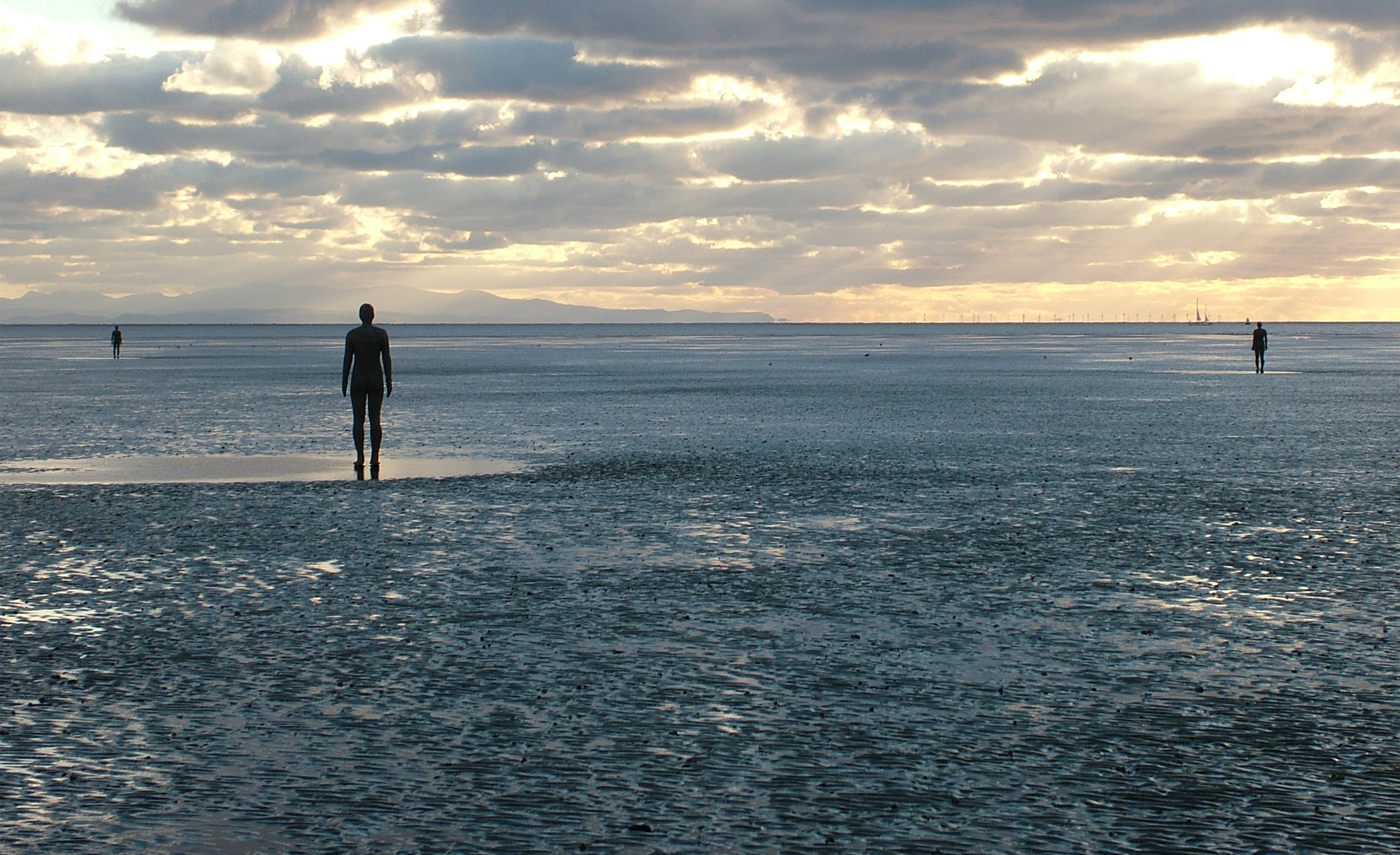
Another Place, Crosby Beach
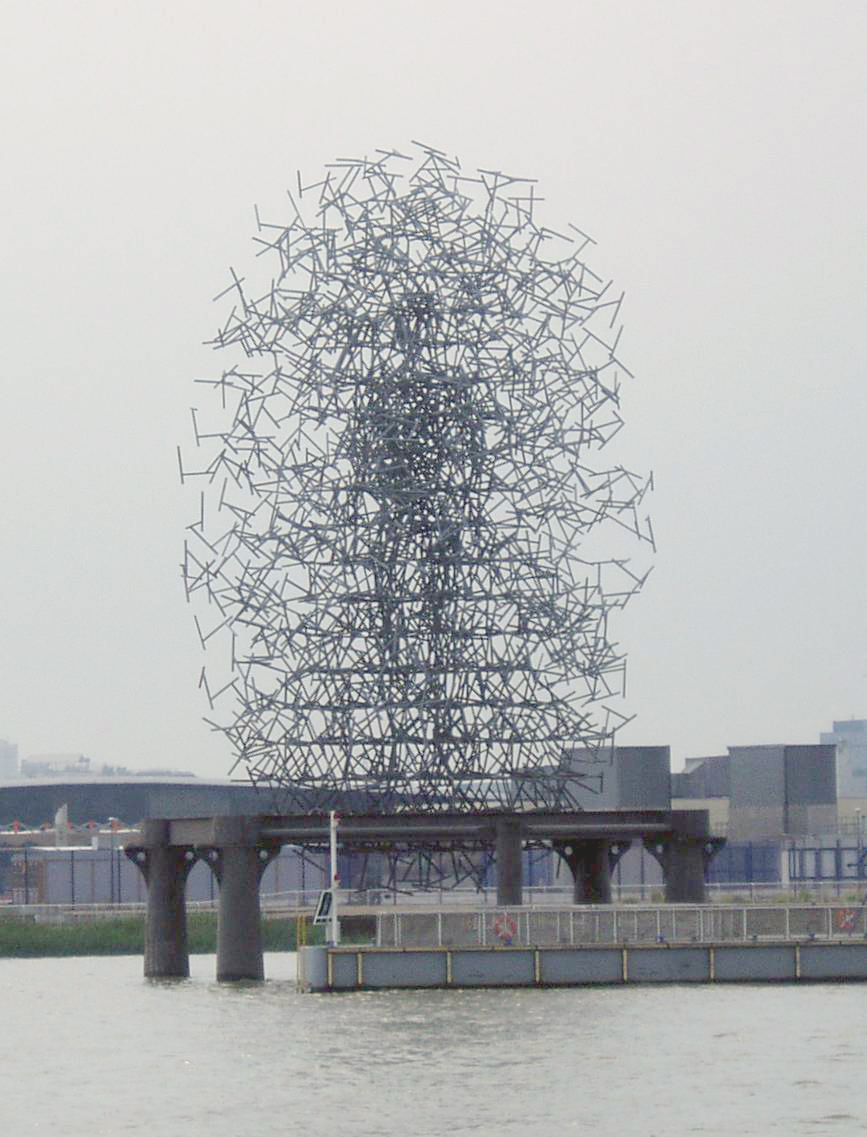
Quantum Cloud, Londra